# Luis Redonet y López-Dóriga
Luis Redonet y López Dóriga (Santander, 18 de octubre de 1875-Madrid, 2 de enero de 1972) fue un político, jurista e historiador español, diputado en Cortes, y académico de la Real Academia de la Historia y de la Real Academia de Ciencias Morales y Políticas.

## Biografía
Comenzó sus estudios universitarios en la Universidad de Deusto y los finalizó en la Universidad Central. Desempeñó el cargo de diputado en las Cortes de la Restauración por Laredo y Santander entre 1907 y 1914. así como senador por la provincia de Canarias entre 1919 y 1920. De ideología conservadora, fue elegido académico numerario de la Real Academia de la Historia con la medalla n.º 23 el 27 de enero de 1928 y ocupó el cargo desde el 17 de junio de 1928 hasta su muerte el 2 de enero de 1972, en Chamartín de la Rosa (Madrid). Fue académico también de la Real Academia de Ciencias Morales y Políticas.